# 塞蓋隆省
9°21′N 7°7′W / 9.350°N 7.117°W

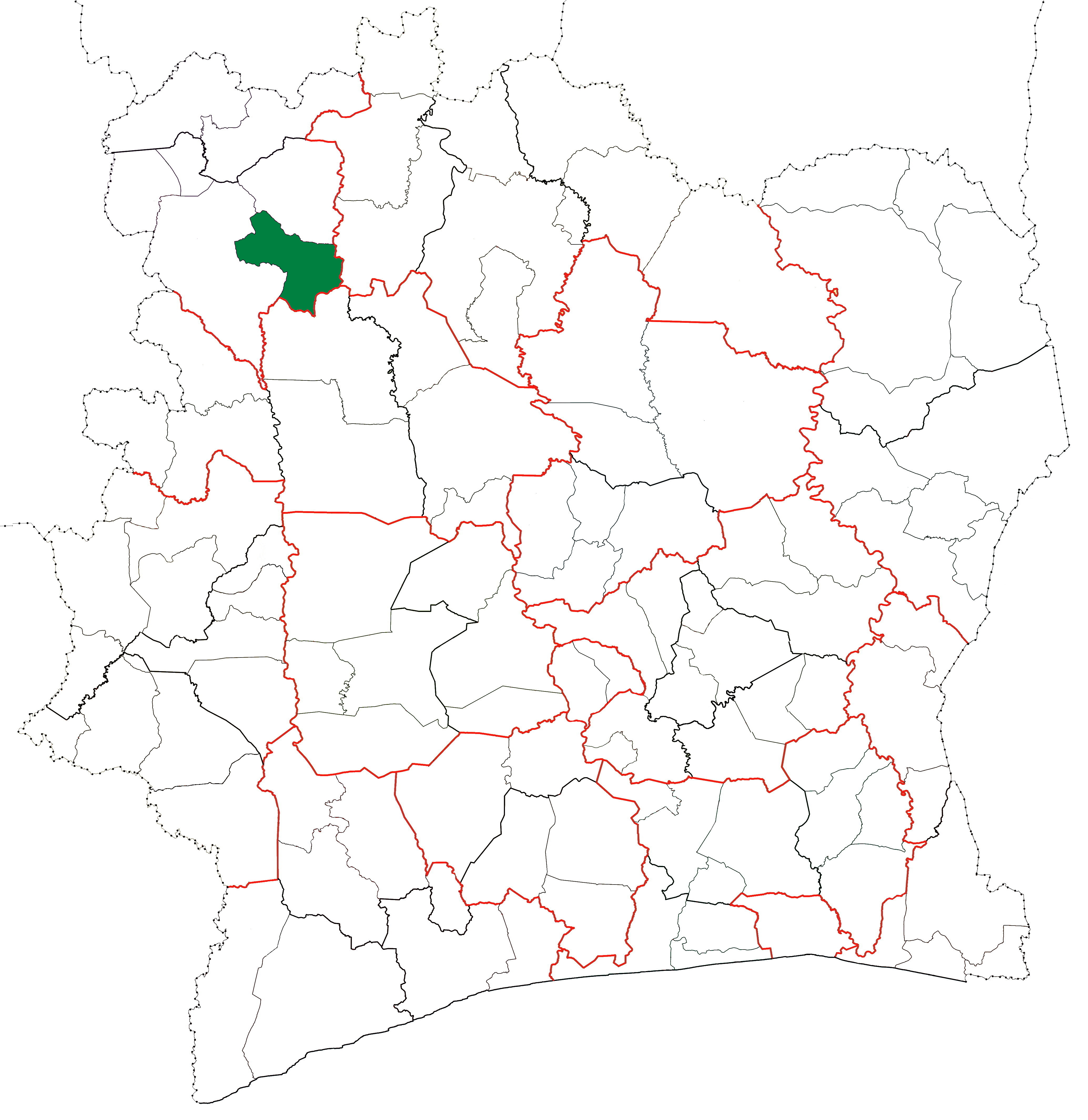

塞蓋隆省（Séguélon Department），是科特迪瓦的省份，位於該國西北部登蓋萊區，由卡巴杜古大區負責管轄，西面是奧迭內省，成立於2012年，2014年該省人口26,305。